# Железнодорожная Казарма 498 км

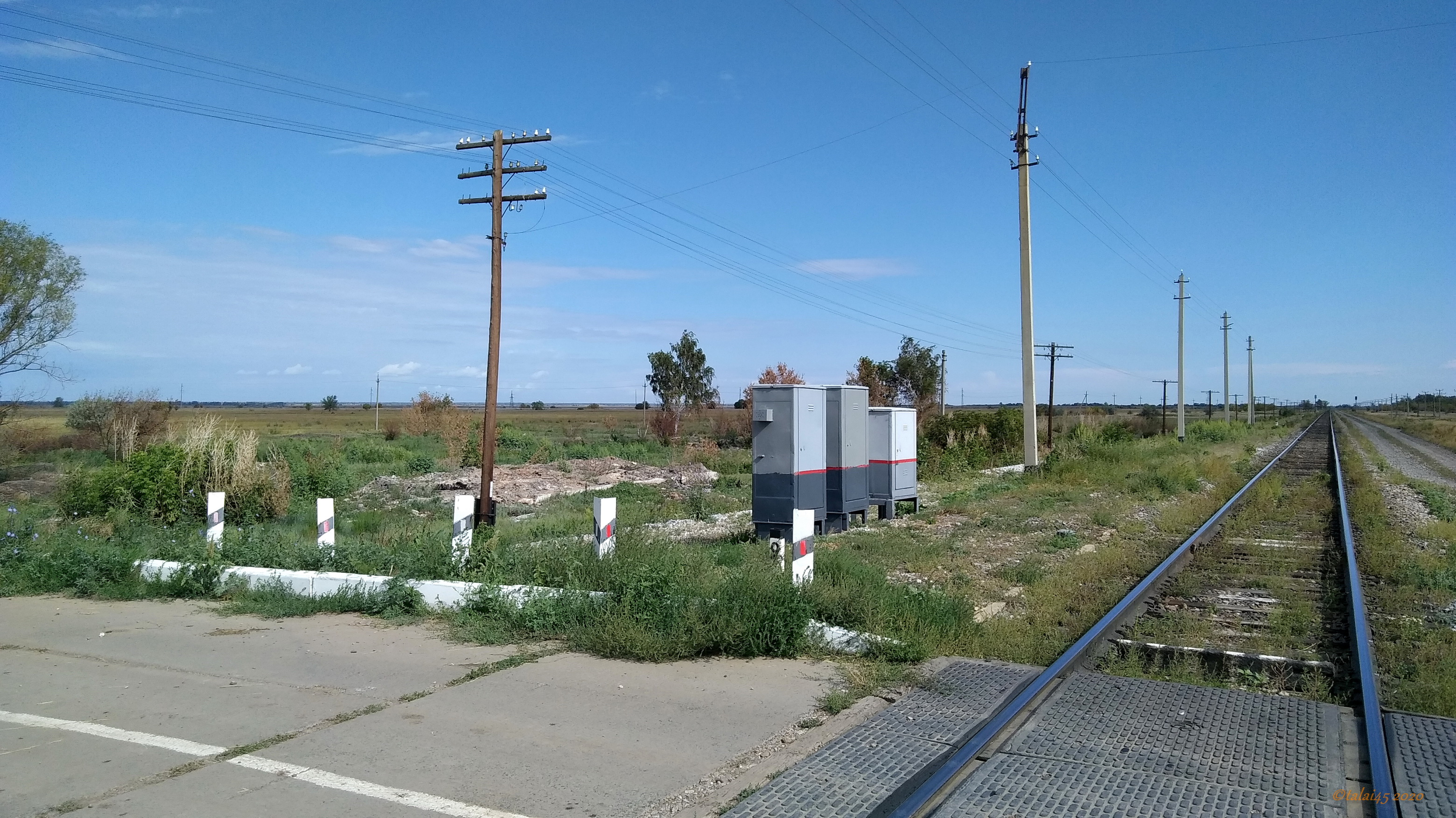
Железнодорожная Казарма 498 км

Железнодоро́жная Каза́рма 498 км, 498 км — населённый пункт (тип: станция) в Рубцовском районе Алтайском крае России. Входит в состав Безрукавского сельсовета.
Несуществующий в настоящее время посёлок, нет  зданий, жителей.

## География
Расположен в степной зоне на юге региона, при остановочном пункте 498 км Западно-Сибирской железной дороги. К северу - озеро Горькое.
Климат
Климат умеренный, резко континентальный.

## История
Посёлок возник благодаря строительству в 1910-х годах железнодорожной линии Барнаул — Семипалатинск Алтайской железной дороги.

## Население
| 1997 | 1998 | 1999 | 2000 | 2001 | 2002 | 2003 | 2004 | 2005 | 2006 | 2007 | 2008 |
| ---- | ---- | ---- | ---- | ---- | ---- | ---- | ---- | ---- | ---- | ---- | ---- |
| 11   | ↗13  | ↘10  | ↗12  | ↗14  | ↗15  | ↘14  | ↘12  | ↗16  | ↘13  | →13  | ↗15  |
| 2009 | 2010 | 2011 | 2012 | 2013 |      |      |      |      |      |      |      |
| ↘14  | ↘0   | ↗4   | ↘2   | ↘1   |      |      |      |      |      |      |      |

Национальный состав

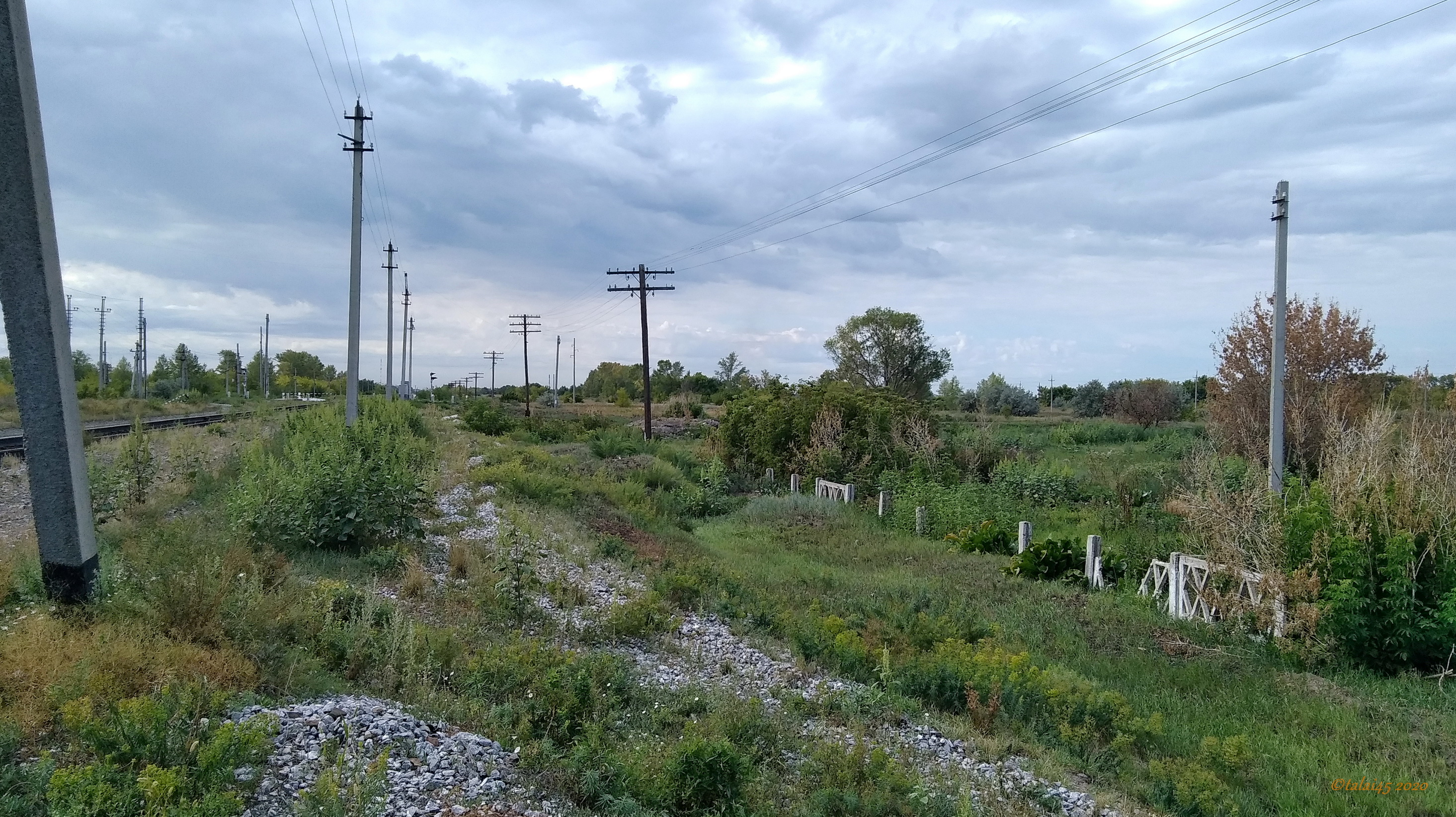
Железнодорожная Казарма 498 км

Согласно результатам переписи 2002 года, в национальной структуре населения русские составляли 100 % от 13 чел.

## Инфраструктура
Путевое хозяйство Западно-Сибирской железной дороги.

## Транспорт
498 км доступен автомобильным  транспортом.
В пешей доступности федеральная автодорога А-322 Барнаул — Рубцовск — государственная граница с Республикой Казахстан и автодорога общего пользования регионального значения «Поспелиха — Красноярское — Бобково — Рубцовск» (идентификационный номер 01 ОП РЗ 01К-87).
Остановочный пункт 498 км. не используется, закрыт.